# Cytospora pruinosa
Cytospora pruinosa är en svampart som beskrevs av Défago 1942. Cytospora pruinosa ingår i släktet Cytospora och familjen Valsaceae.   Inga underarter finns listade i Catalogue of Life.